# Jaap Sjouwerman
Jacob „Jaap” Sjouwerman (ur. 27 maja 1891 w Amsterdamie, zm. 21 lutego 1964 w Blaricum) – holenderski zapaśnik walczący w stylu klasycznym. Dwukrotny olimpijczyk. Zajął dwunaste miejsce w Antwerii 1920 i trzynaste w Paryżu 1924. Walczył w wadze ciężkiej.

## Turniej wAntwerpii 1920
| Konkurencja            | Walki                    | Walki                 | Walki                  | Klas. końcowa |
| Konkurencja            | Przeciwnik I             | Przeciwnik II         | Przeciwnik III         | Miejsce       |
| ---------------------- | ------------------------ | --------------------- | ---------------------- | ------------- |
| 82,5 kg styl klasyczny | Dimitrios Wergos (GRE) Z | Ernst Nilsson (SWE) Z | Anders Ahlgren (SWE) P | 12.           |

## Turniej wParyżu 1924
| Konkurencja            | Walki                | Walki               | Klas. końcowa |
| Konkurencja            | Przeciwnik I         | Przeciwnik II       | Miejsce       |
| ---------------------- | -------------------- | ------------------- | ------------- |
| 82,5 kg styl klasyczny | Léon Pottier (BEL) P | Ottó Szelky (HUN) P | 13.           |